# Tajna u njihovim očima (2015.)
Tajna u njihovim očima (Secret in Their Eyes), američko-britansko-španjolsko-korejski film iz 2015. godine. Film je psihološki triler. Zasnovan na filmu iz 2009. godine istog imena.

## Sažetak
Istražiteljica tužiteljstva Jess Cobb vodi uspješan istražiteljski tim u kojem je i Claire Sloan. Jednog dana Jess Cobb i FBI-jev istražitelj Ray Kasten dobili su anonimni poziv da je pronađeno mrtvo žensko tijelo u blizini džamije Al-Ankara. Kasten je otišao na teren i utvrdio da je mrtva djevojka ubijena i silovana i da je to kći istražiteljice Jess Cobb. Gubitak djeteta u okrutnom zločinu potpuno je slomilo Cobb. Uspješni istražiteljski tim se raspao. Kasten je nastavio istraživati i nakon 13 godina našao je novi trag. 